# Cuilco
Cuilco é uma cidade da Guatemala do departamento de Huehuetenango.